# Ламар (Оклахома)
Ламар (англ. Lamar) — місто (англ. town) в США, в окрузі Г'юз штату Оклахома. Населення — 118 осіб (2020).

## Географія
Ламар розташований за координатами 35°5′38″ пн. ш. 96°7′25″ зх. д. / 35.09389° пн. ш. 96.12361° зх. д. (35.094005, -96.123680).  За даними Бюро перепису населення США в 2010 році місто мало площу 31,25 км², з яких 31,25 км² — суходіл та 0,00 км² — водойми.

## Демографія
Згідно з переписом 2010 року, у місті мешкало 158 осіб у 62 домогосподарствах у складі 46 родин. Густота населення становила 5 осіб/км².  Було 82 помешкання (3/км²).
Расовий склад населення:
| - 79,1 % — білих - 16,5 % — корінних американців |

До двох чи більше рас належало 4,4 %. Частка іспаномовних становила 1,3 % від усіх жителів.
За віковим діапазоном населення розподілялося таким чином: 20,9 % — особи молодші 18 років, 58,2 % — особи у віці 18—64 років, 20,9 % — особи у віці 65 років та старші. Медіана віку мешканця становила 46,7 року. На 100 осіб жіночої статі у місті припадало 107,9 чоловіків;  на 100 жінок у віці від 18 років та старших — 111,9 чоловіків також старших 18 років.
Середній дохід на одне домашнє господарство  становив 45 305 доларів США (медіана — 31 250), а середній дохід на одну сім'ю — 59 661 долар (медіана — 41 250). За межею бідності перебувало 14,3 % осіб, у тому числі 16,7 % дітей у віці до 18 років та 14,3 % осіб у віці 65 років та старших.
Цивільне працевлаштоване населення становило 46 осіб. Основні галузі зайнятості: освіта, охорона здоров'я та соціальна допомога — 23,9 %, будівництво — 19,6 %, роздрібна торгівля — 15,2 %, сільське господарство, лісництво, риболовля — 10,9 %.